# 정6품
정6품(正六品)은 고려와 조선의 18품계 중 제11등급의 품계였다.

## 조선
좌랑·감찰·사평(司評)·정언·검토관·수찬·전적·기사관·교검·별제·사서·익찬·사회(司誨)·사과·종사관·평사 등.